# 瀧本義一
瀧本 義一（たきもと ぎいち、1900年（明治33年）12月23日 - 1986年（昭和61年）8月5日）は、日本の建築工学・建築構造学者。大阪工業大学名誉教授。工学博士（京都大学）。建築学教室担当。
専門は、建築工学・建築構造（特にラーメン構造・構造計算）、建築材料（特にコンクリート工学）。

## 略歴
京都帝国大学工学部建築学科卒業（指導教授：京都帝国大学建築学科創設者で、関西建築界の父といわれる武田五一）。のちに工学博士（京都大学）。大阪工業大学工学部建築学科に着任。1958年同学科教授。1971年大阪工業大学名誉教授。大阪工業大学建築学科にて長きに渡り教鞭を執り、大学初期の建築構造・建築材料の研究推進・育成に貢献した。
主な所属学会は、日本建築学会、日本コンクリート工学会、日本鉄鋼連盟、鋼橋技術研究会など。
主な著書は、建築構造要覧（共著、早稲田大学出版部1949、学術書）、都市工学（共著、都市工学社1927、学術書）など。

## 主な研究
- 亀裂増加とその原因についての考察(構造)[4]
- 剛度概念を中心とするラーメン逐次解法の研究：建築構造[5]
- 鋼構造柱脚の定着効果に関する研究[6] - 鷲尾健三との共同研究
- 鉄筋コンクリート造校舎の竣工当時(昭和5〜6年)の亀裂と20数年経過後の亀裂比較調査報告(構造) [7]
- 現場打ちコンクリート強度のバラツキの実態：建築材料・施工[8]

## 家族
- 父・瀧本得之 (1869-) ‐ 実業家（塚口土地、関西信託役員）[9]。瀧本家は岡山県後月郡井原村（現・井原市井原町）の醤油醸造業の家で、当時は県下第2位の規模を持ち、大陸へも輸出していた[10]。
- 妻・多喜子（1905-） ‐ 軍人・滋賀秀修（滋賀重列の弟）の長女。[9]
- 父方伯父・瀧本丈太郎 (1857-) ‐ 実業家（醤油醸造商、井原銀行頭取、井笠鉄道社長）[9][10]。